# 德羅霍貝奇
德罗霍贝奇（烏克蘭語：Дрогобич，羅馬化：Drohobych，發音：[droˈɦɔbɪtʃ] ⓘ；波蘭語： [drɔˈxɔ.bɨt͡ʂ] ⓘ），或按俄语译为德罗戈贝奇，是乌克兰西部利沃夫州德罗霍贝奇区德罗霍贝奇市镇内的城市，为该区及该市镇的行政中心（该市在2020年7月18日前为该州的州辖市，并不在该区的管辖范围内）。该市始建于1091年，面积31.93平方公里，海拔高度297米，2022年人口数量为73,682人。該市是烏克蘭西部的主要的工業中心，有食品加工等工業。

## 著名景点
- 合唱猶太會堂

## 交通运输
- 德羅霍貝奇車站，桑比爾-斯特雷支線沿途車站

## 友好城市
- 波蘭 莱格尼察（1998年）
- 美国 水牛城（2000年）
- 波蘭 登布林（2001年6月）
- 波蘭 普热梅希尔（2001年9月）
- 波蘭 奥莱茨科乡（波兰语：Olecko (gmina)）（2005年12月1日）
- 波蘭 奧斯切舒夫縣（2006年）
- 波蘭 萨诺克（2007年9月）
- 利皮克（2010年10月2日）
- 波蘭 比托姆（2011年12月5日）
- 立陶宛 斯米爾泰內（2014年）
- 乌克兰 伊久姆（2022年7月1日）
- 波蘭 登比察
- 波蘭 梅什庫夫縣
- 斯洛伐克 班斯卡-比斯特里察
- 美国 馬斯卡廷

## 当地名人
- 以法蓮·摩西·利立：以色列的插图画家和版画家。
- 布鲁诺·舒尔茨：波兰犹太裔作家、美术家、文学评论家、美术教师。
- 维克托·韦克谢利伯格：俄罗斯寡头，列诺瓦集团的业主和总裁。
- 赫里斯蒂娜·索洛維：乌克兰歌手。

## 图集

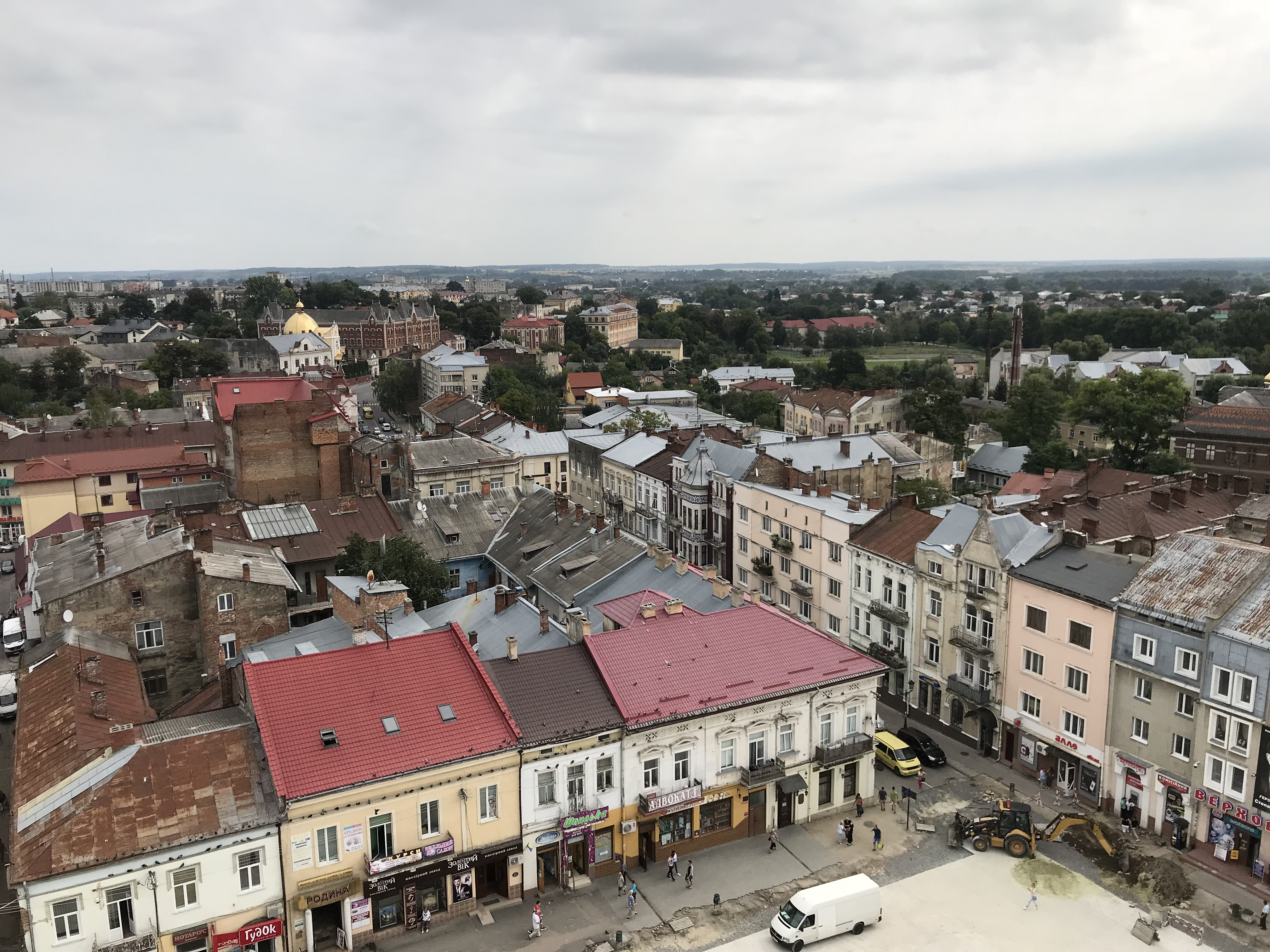
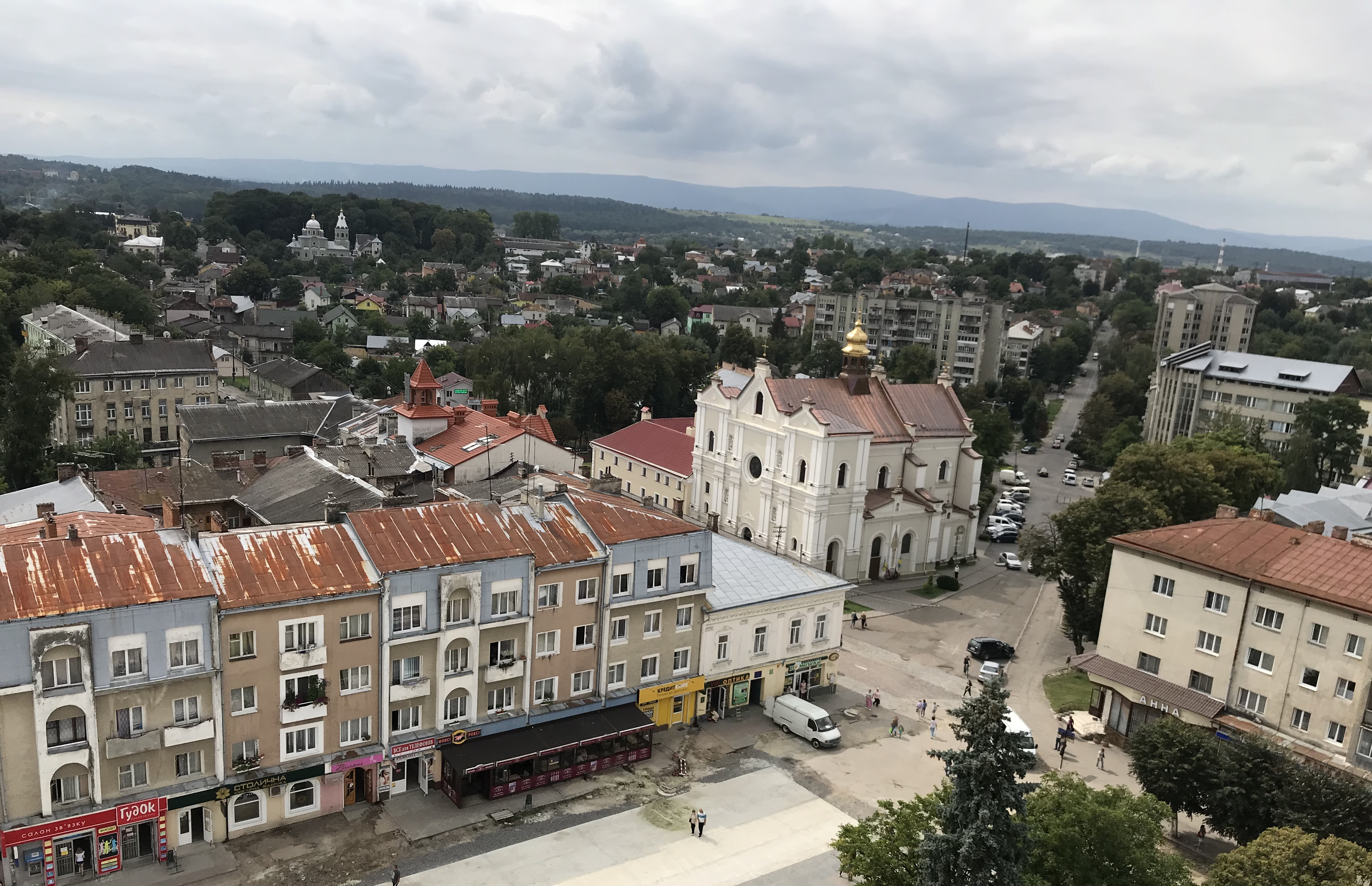
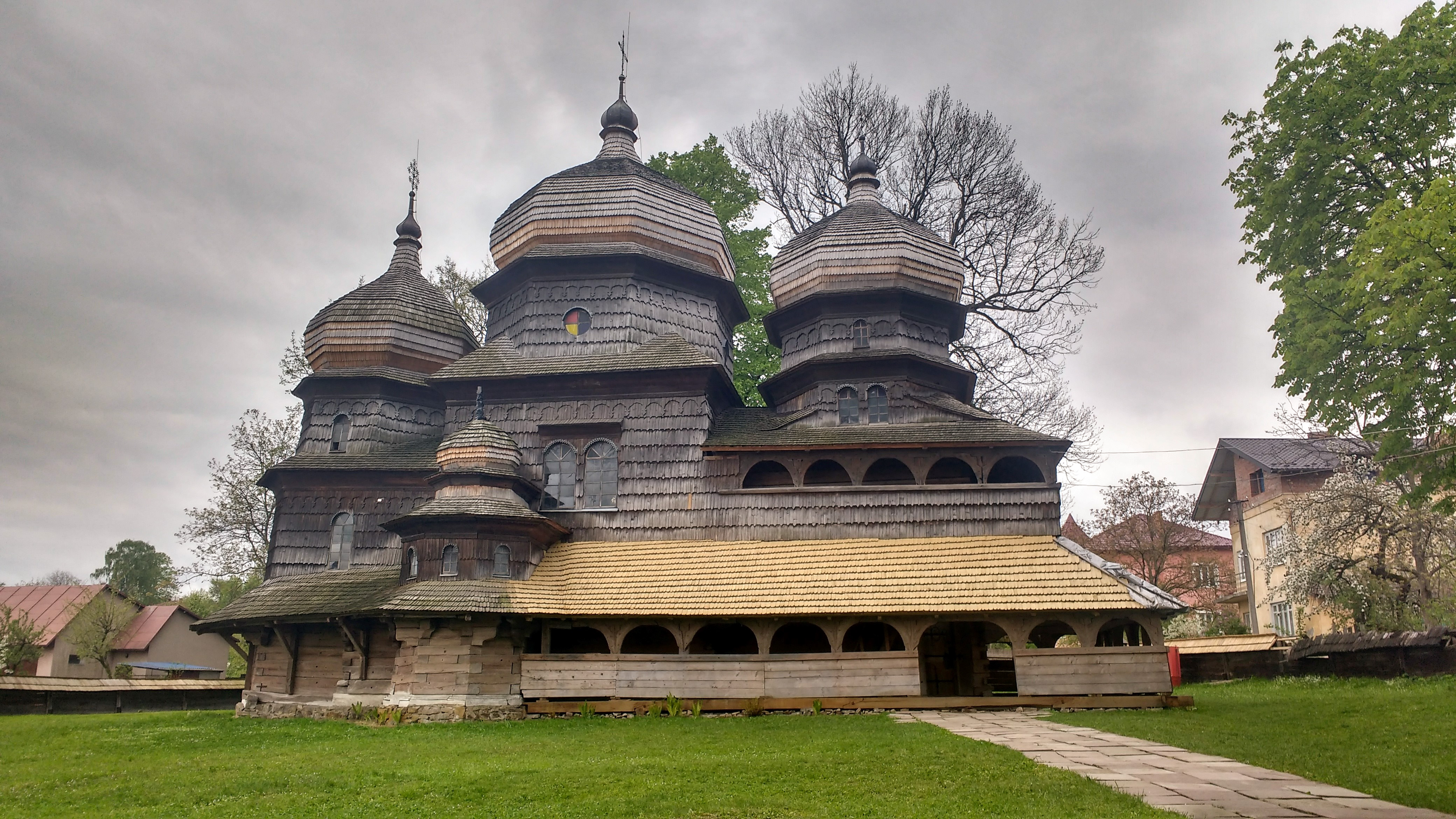
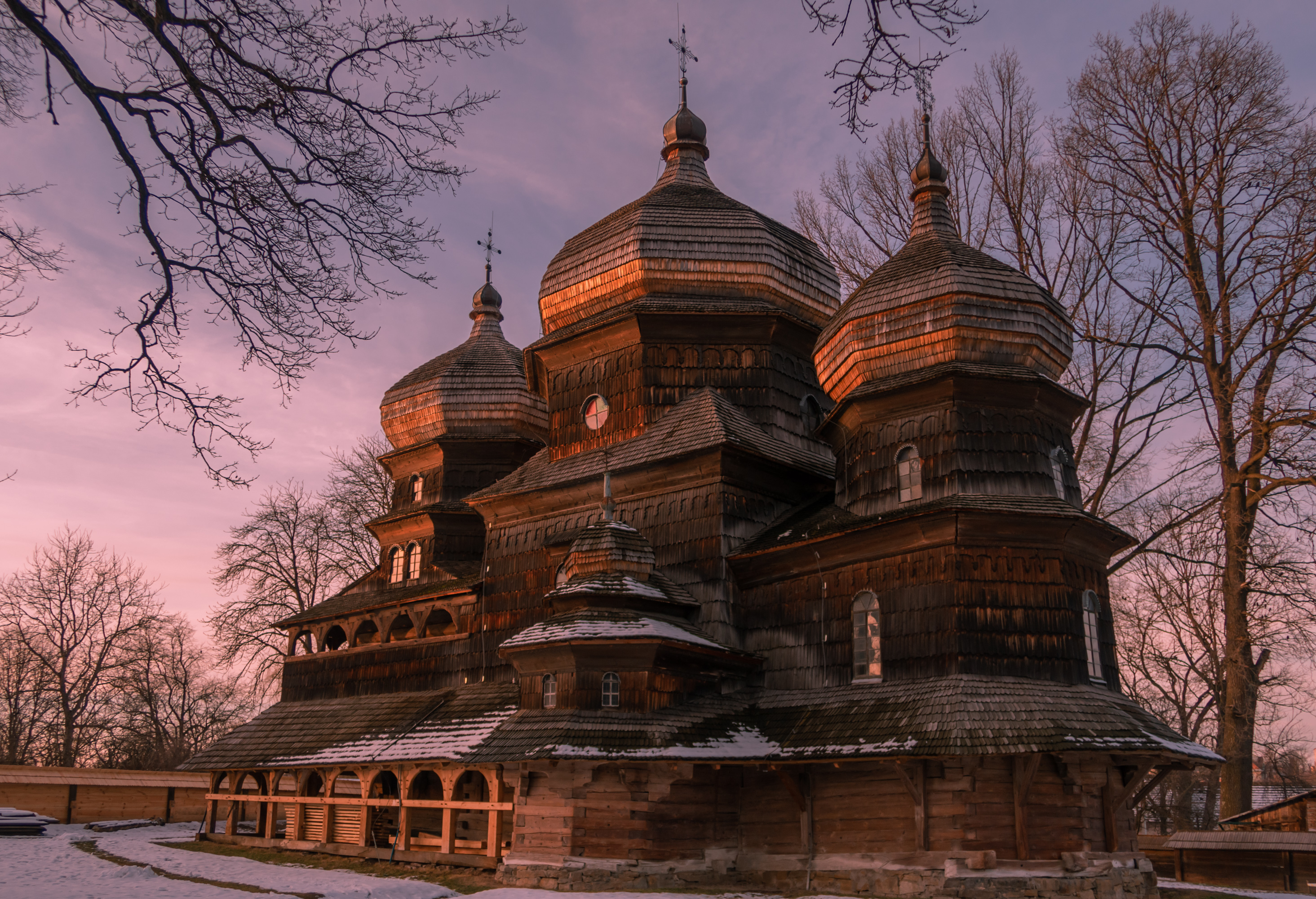
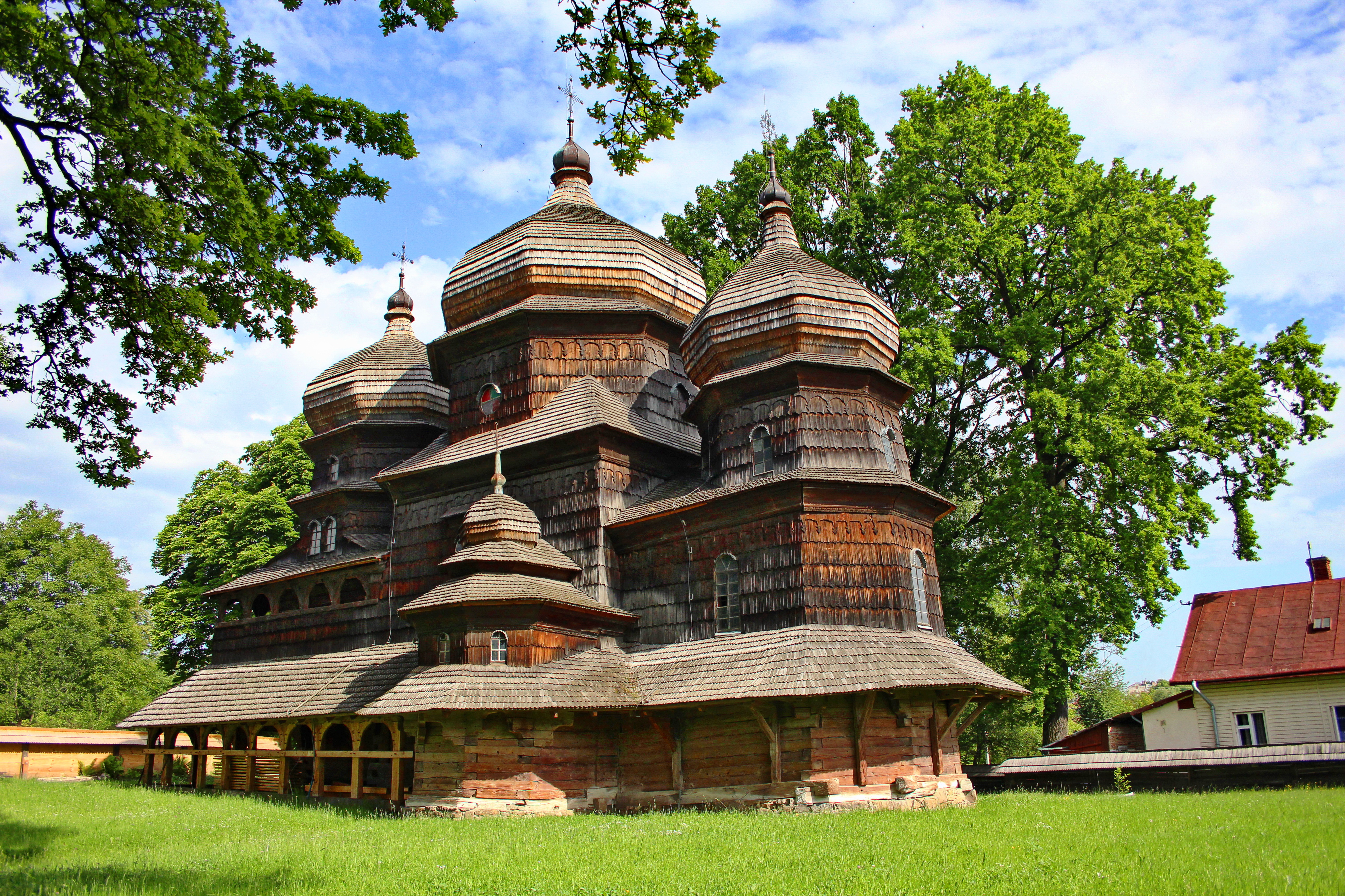
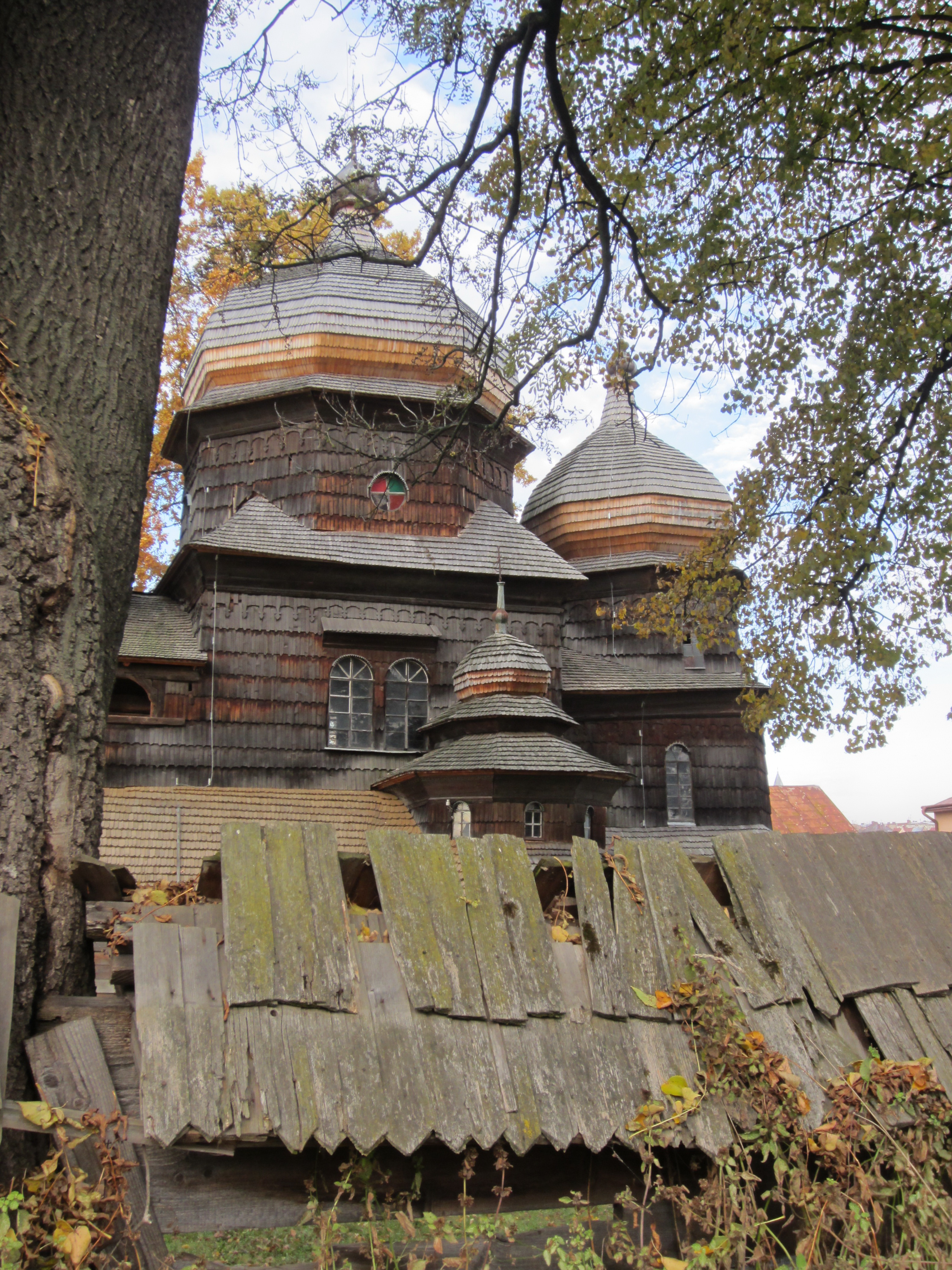
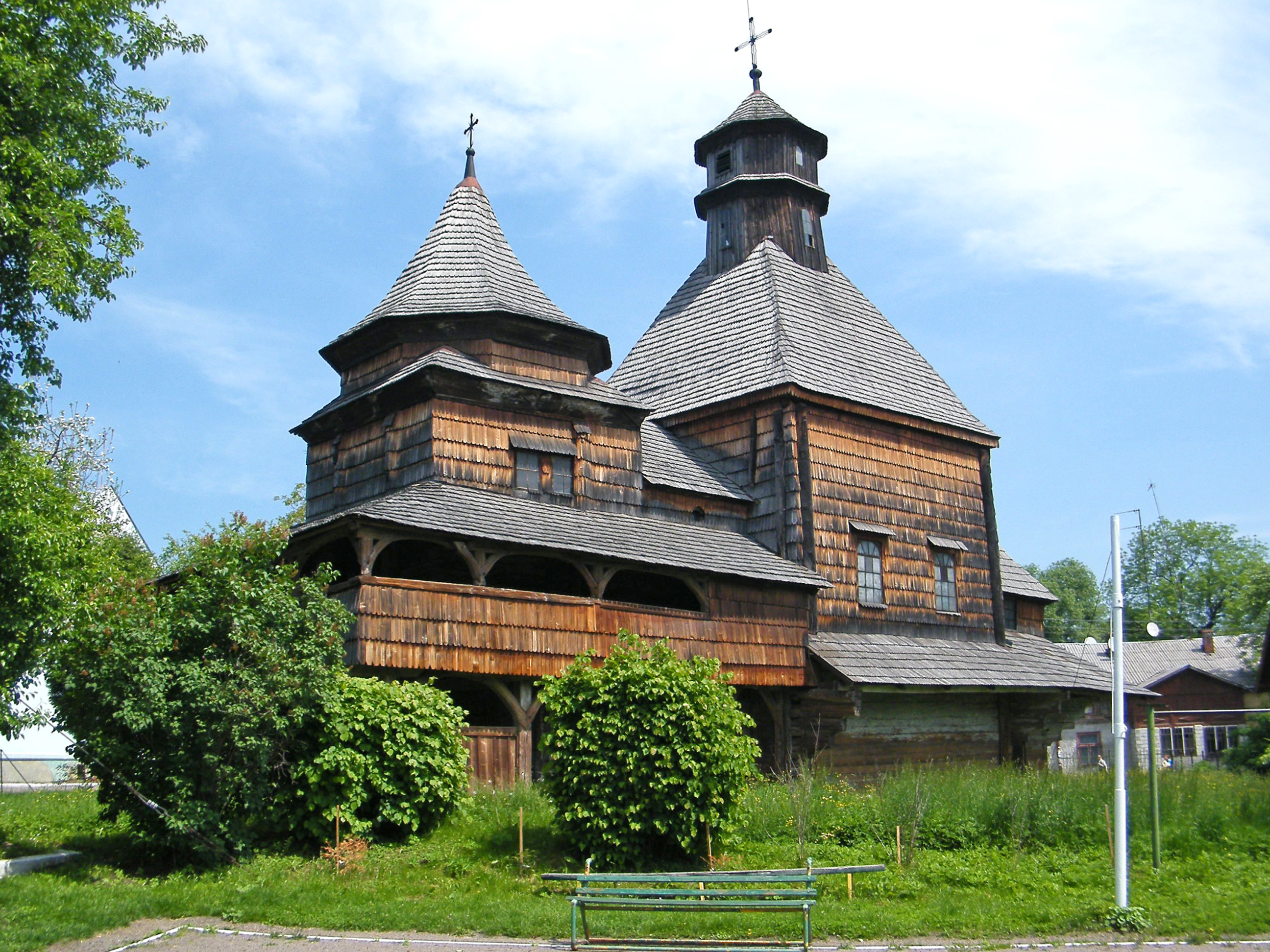
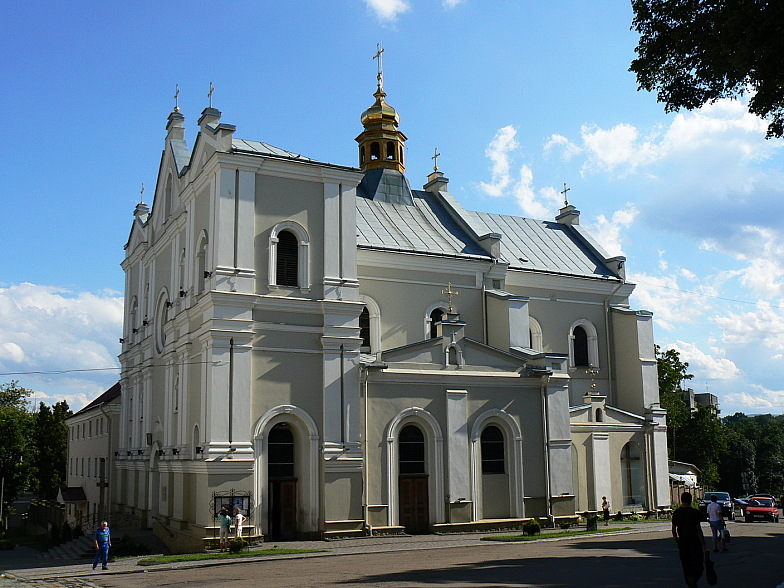
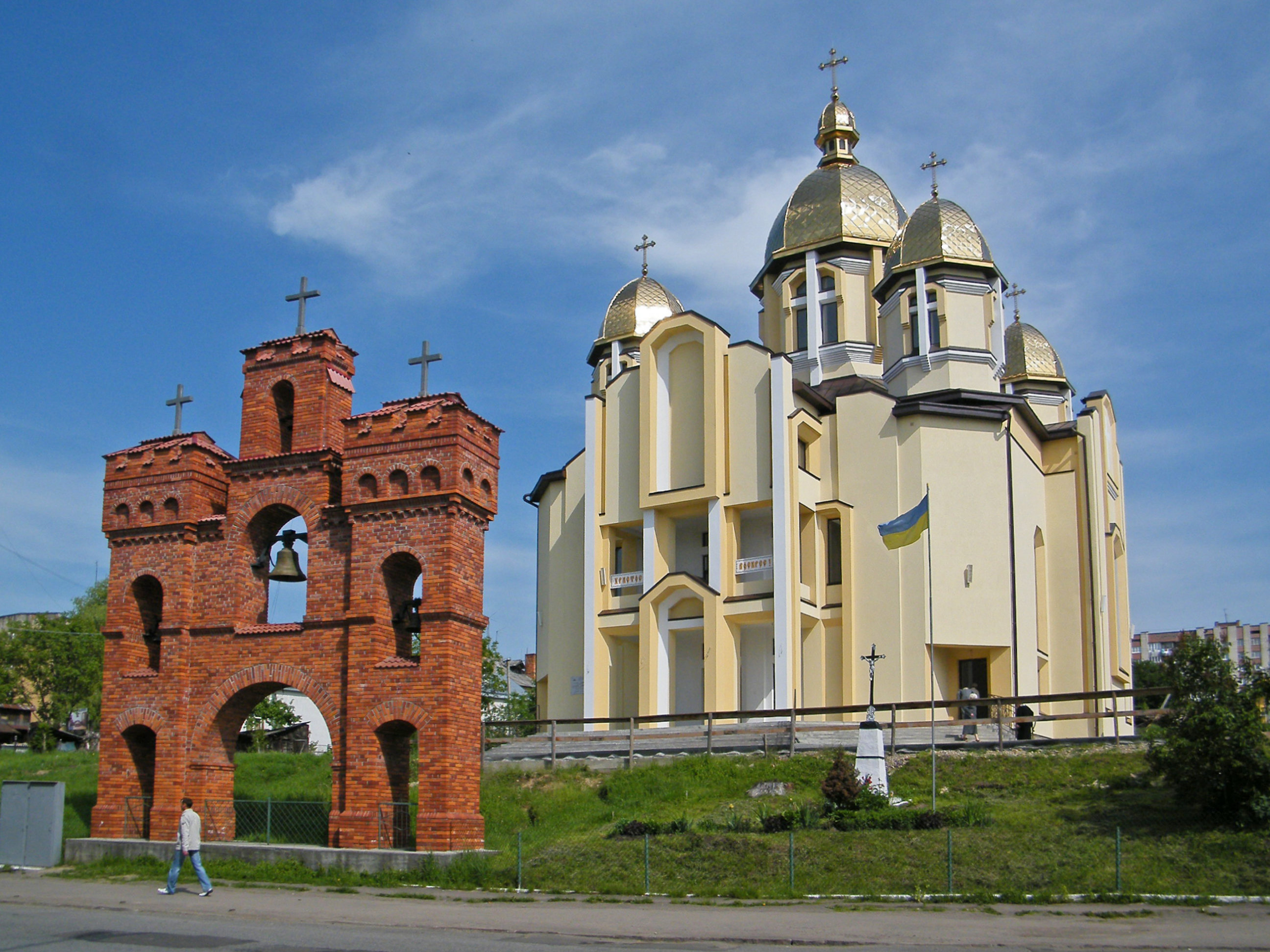
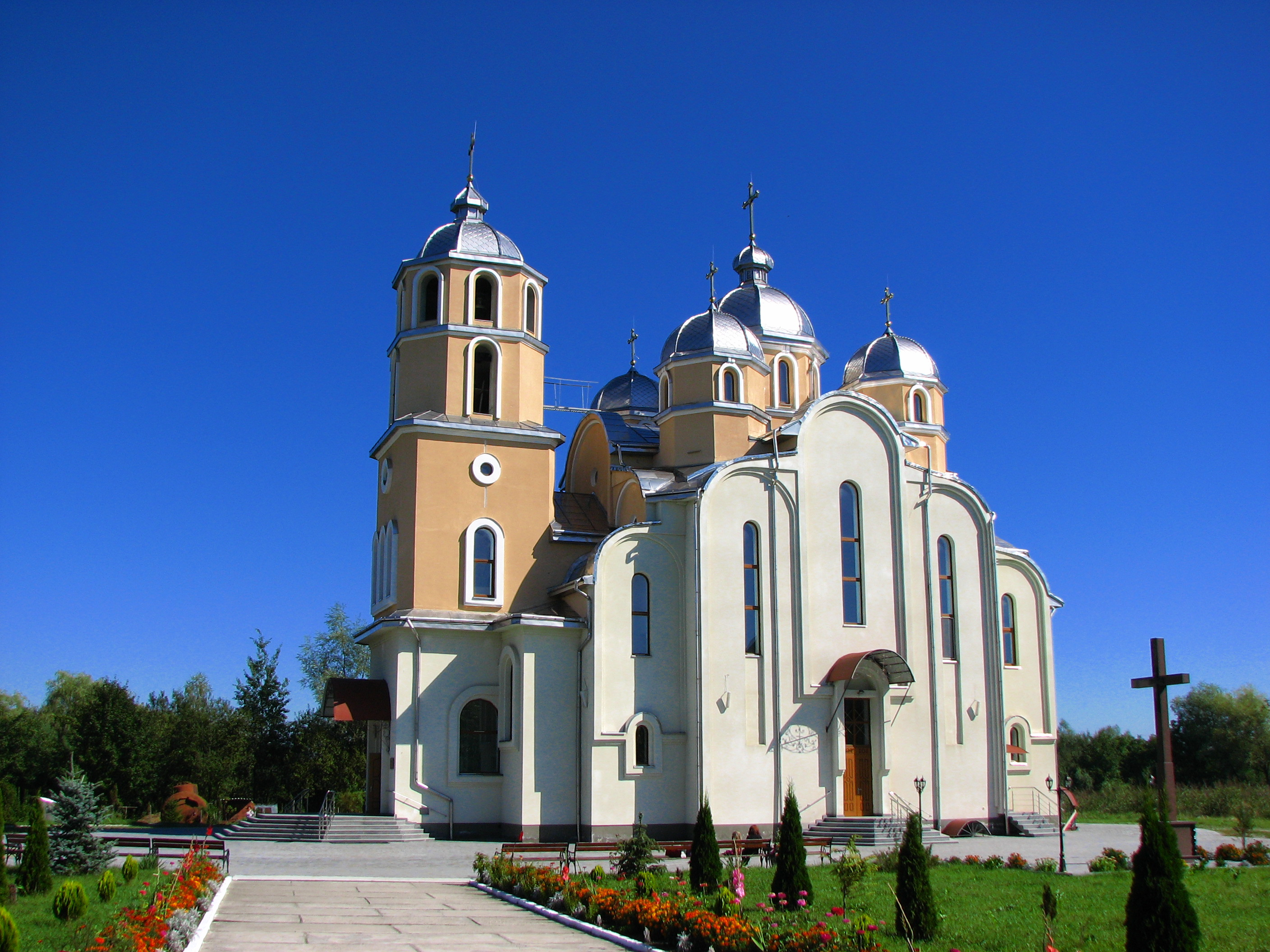
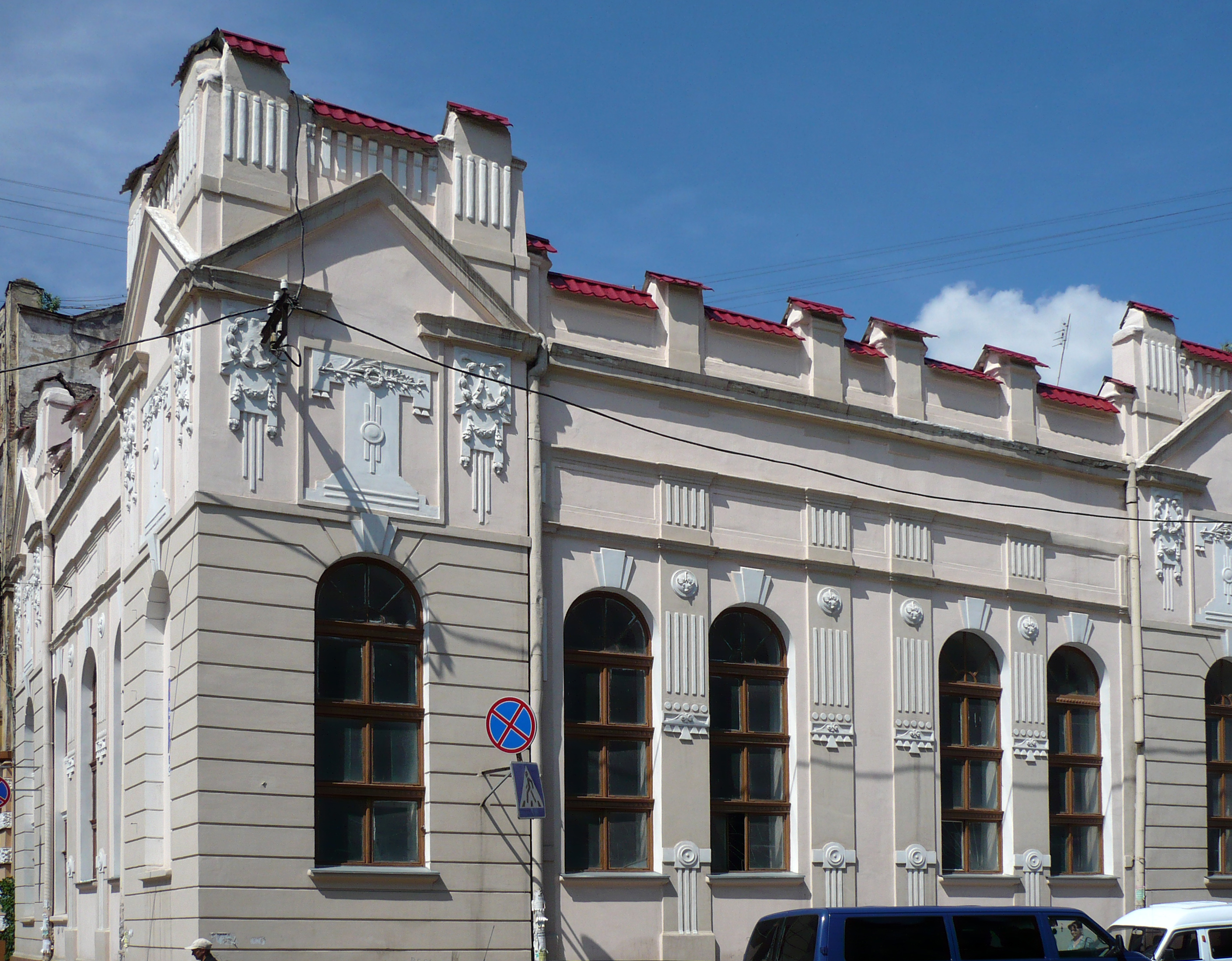
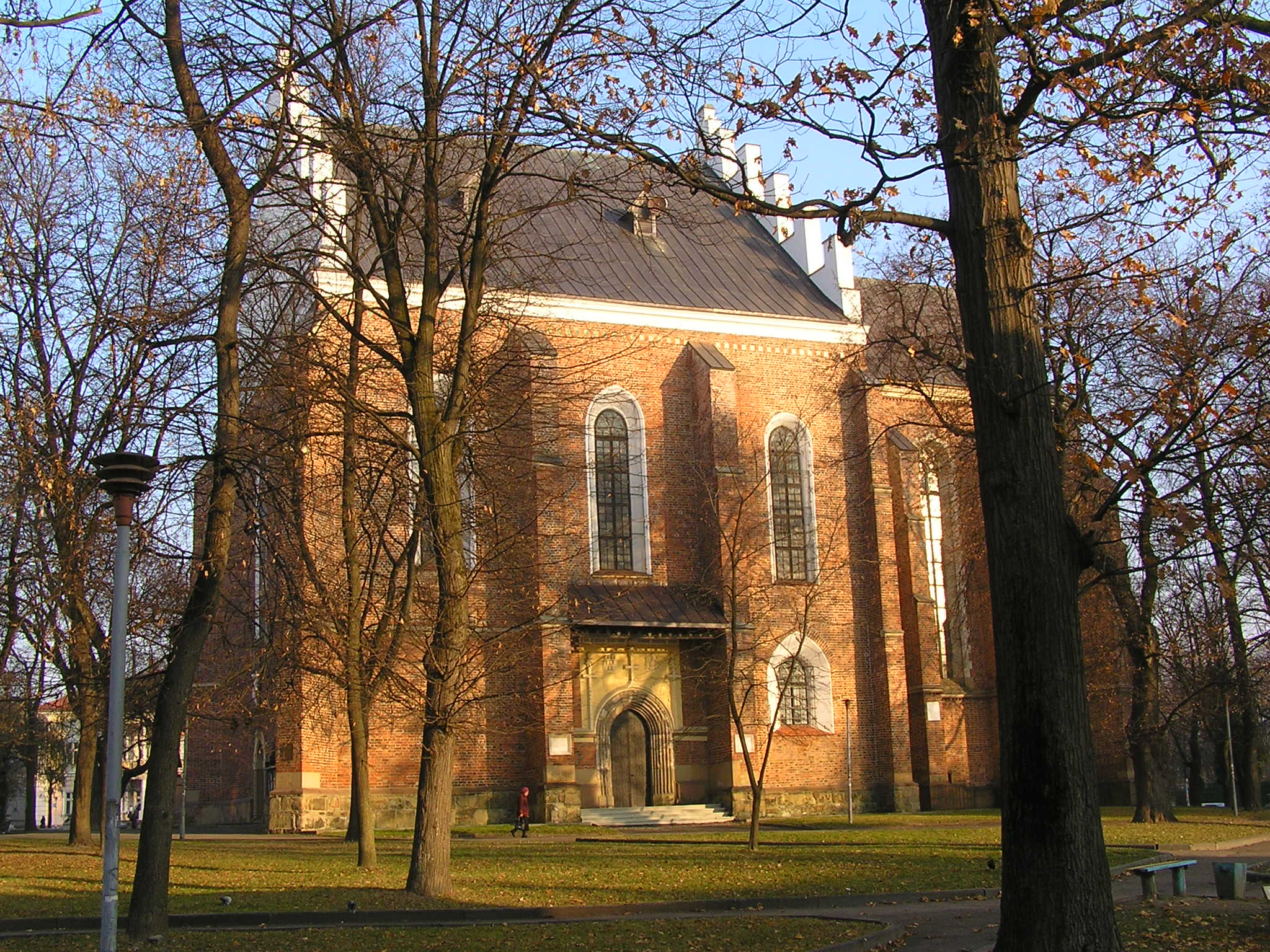
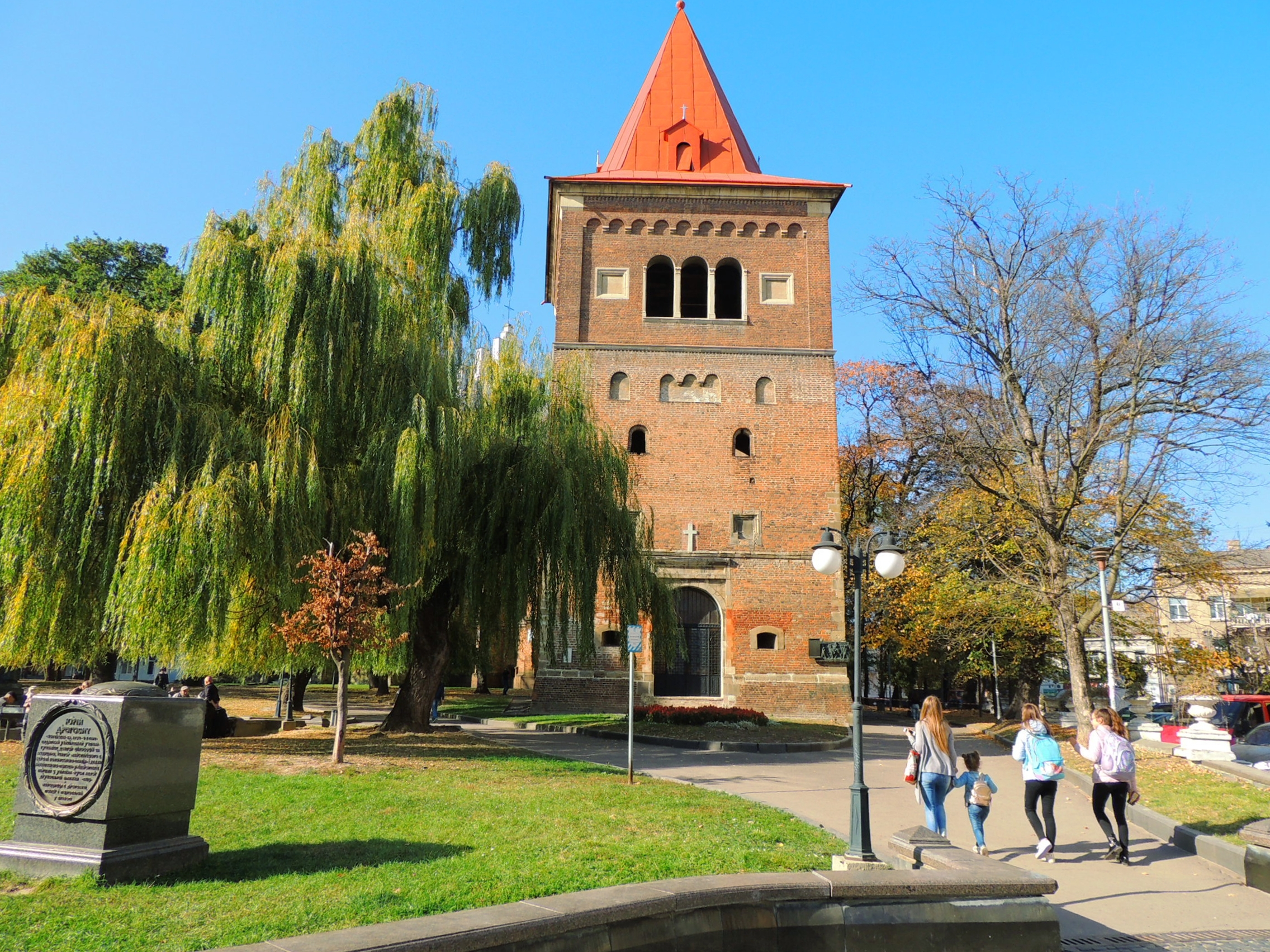
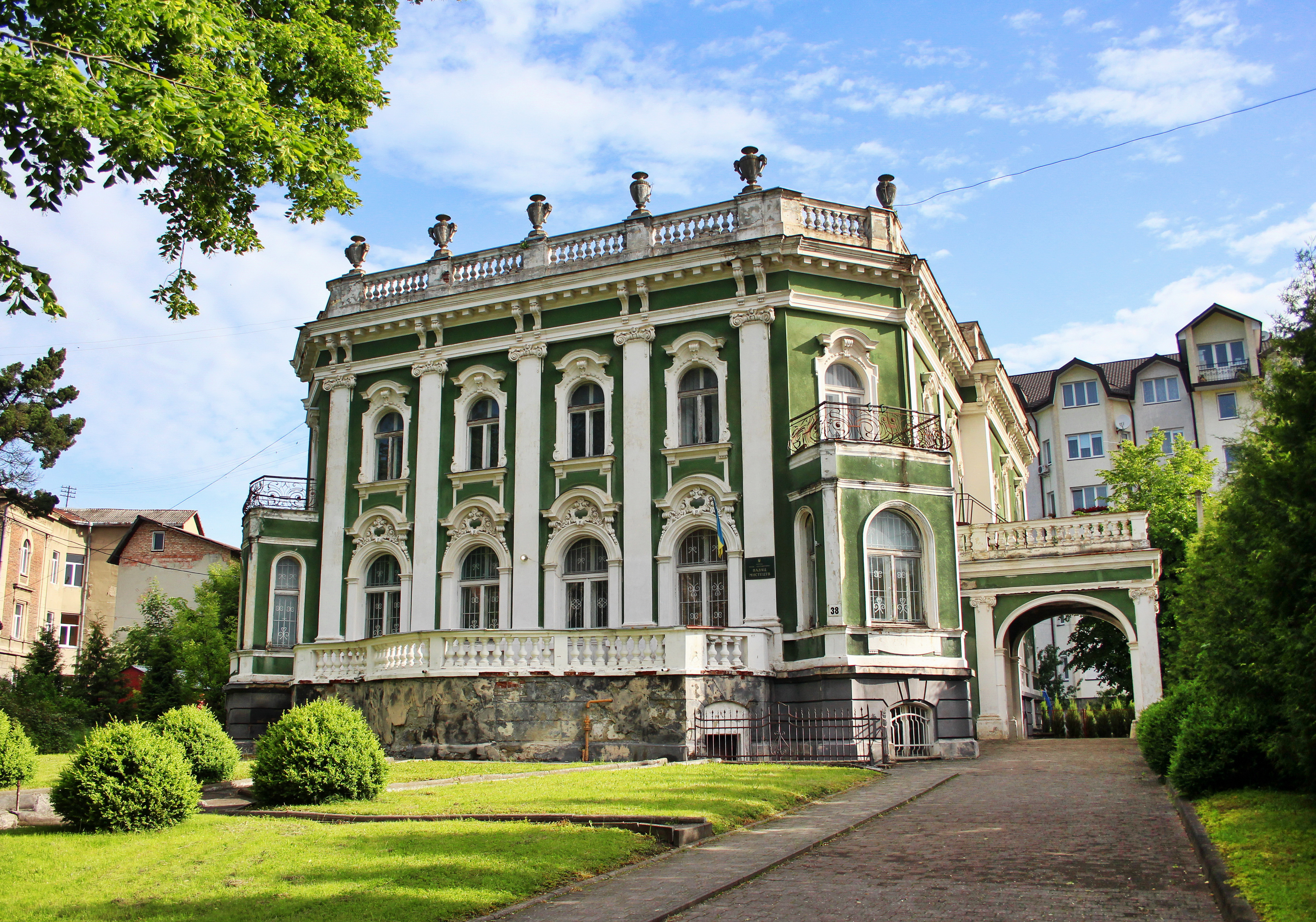
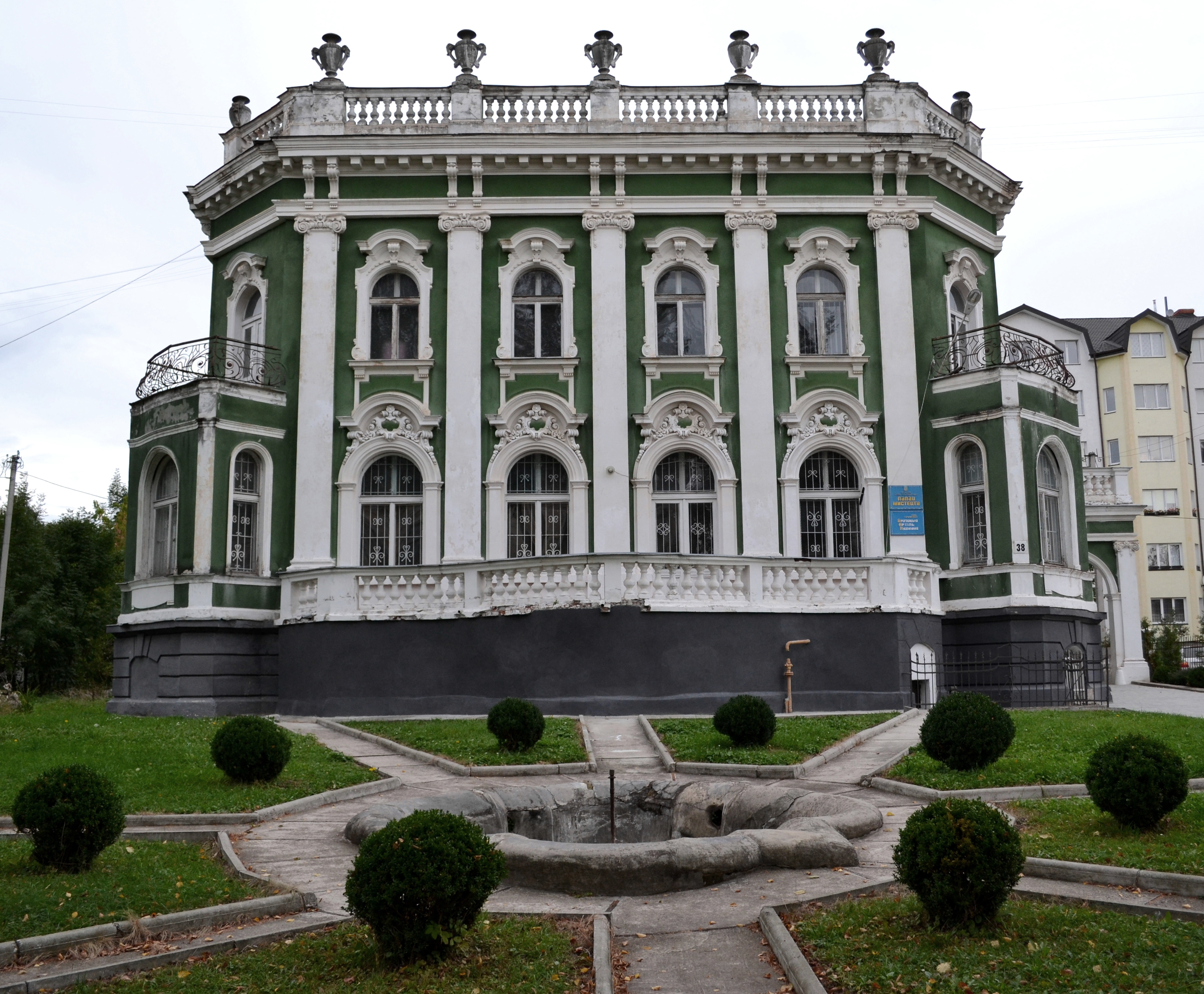
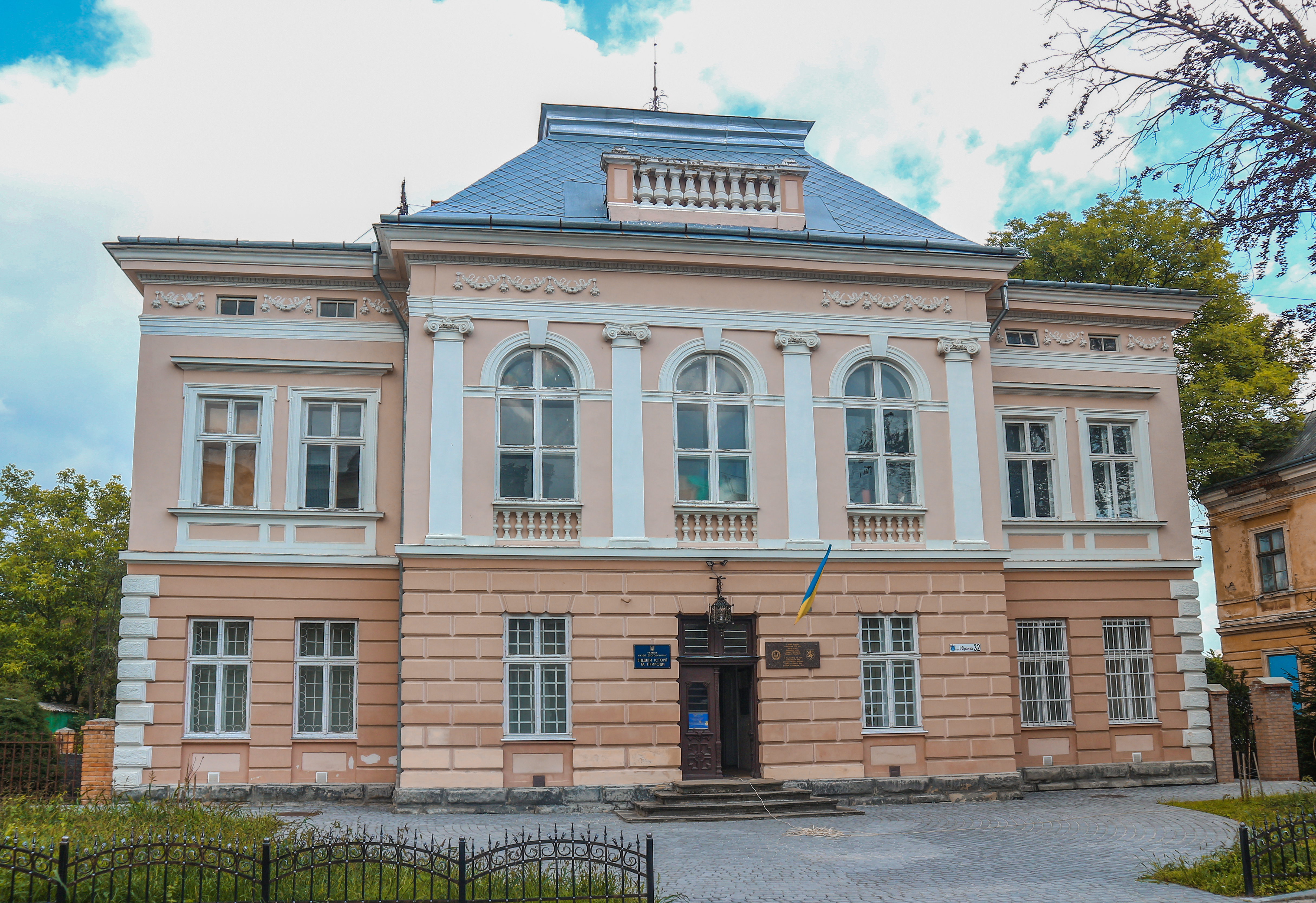
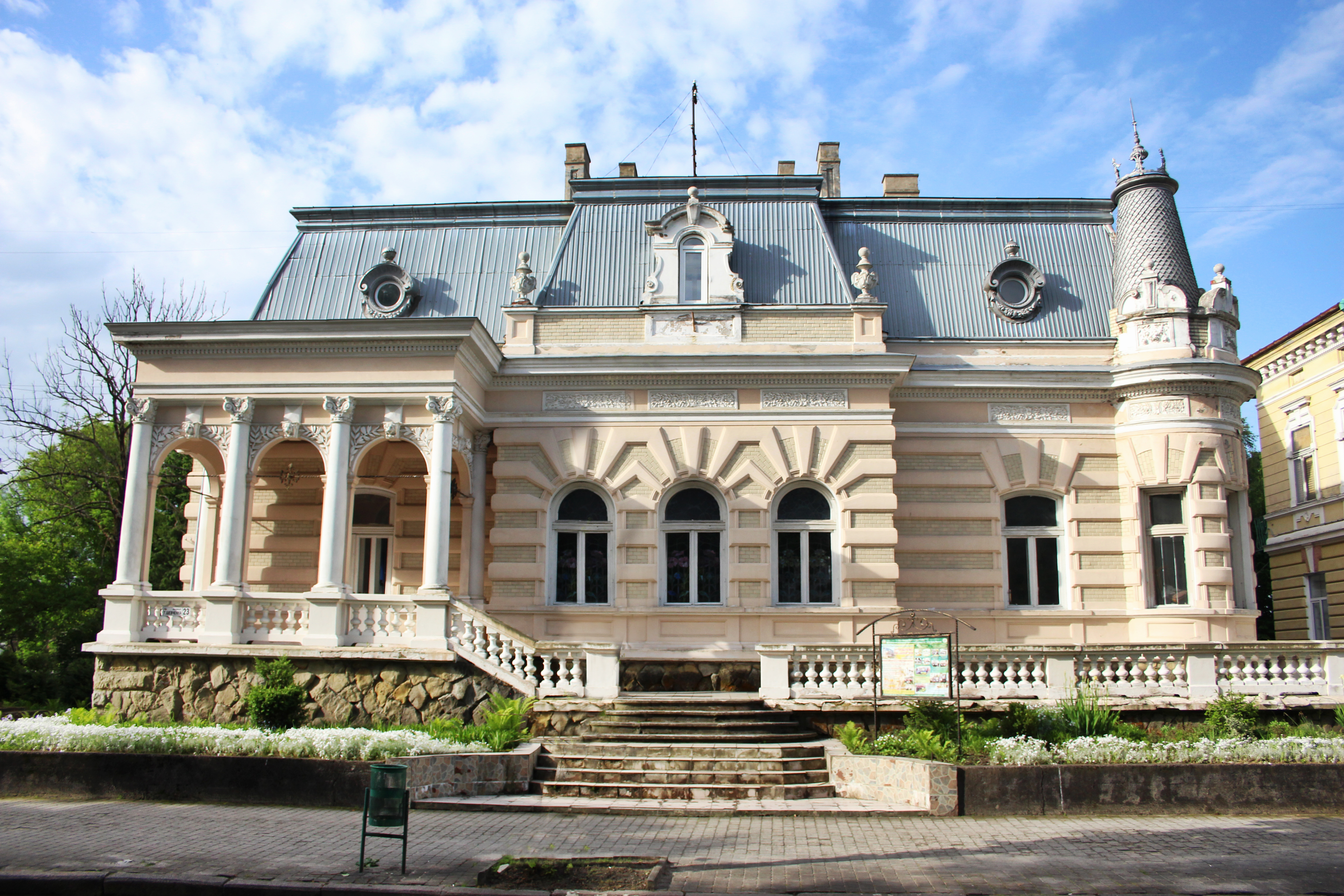
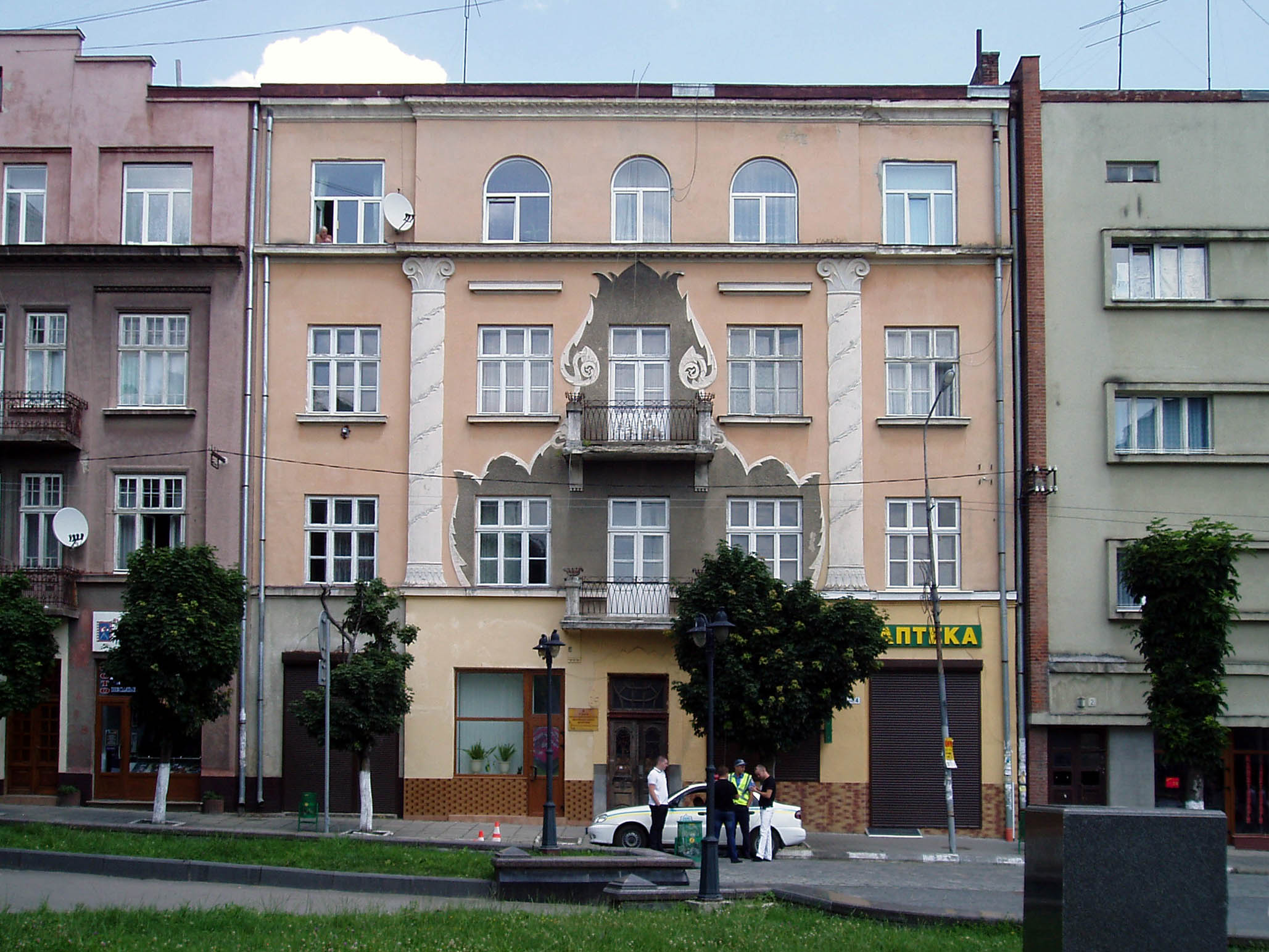
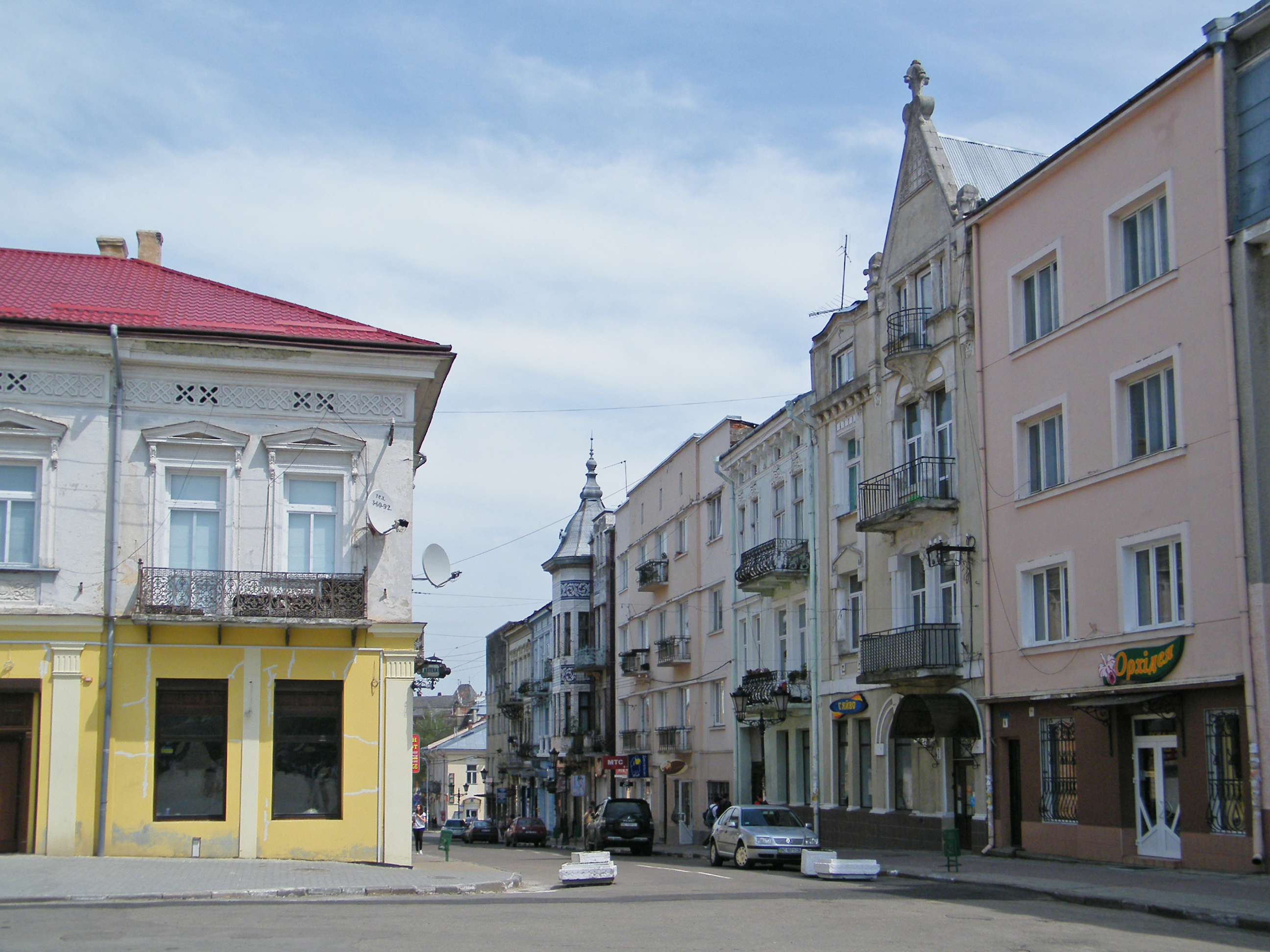
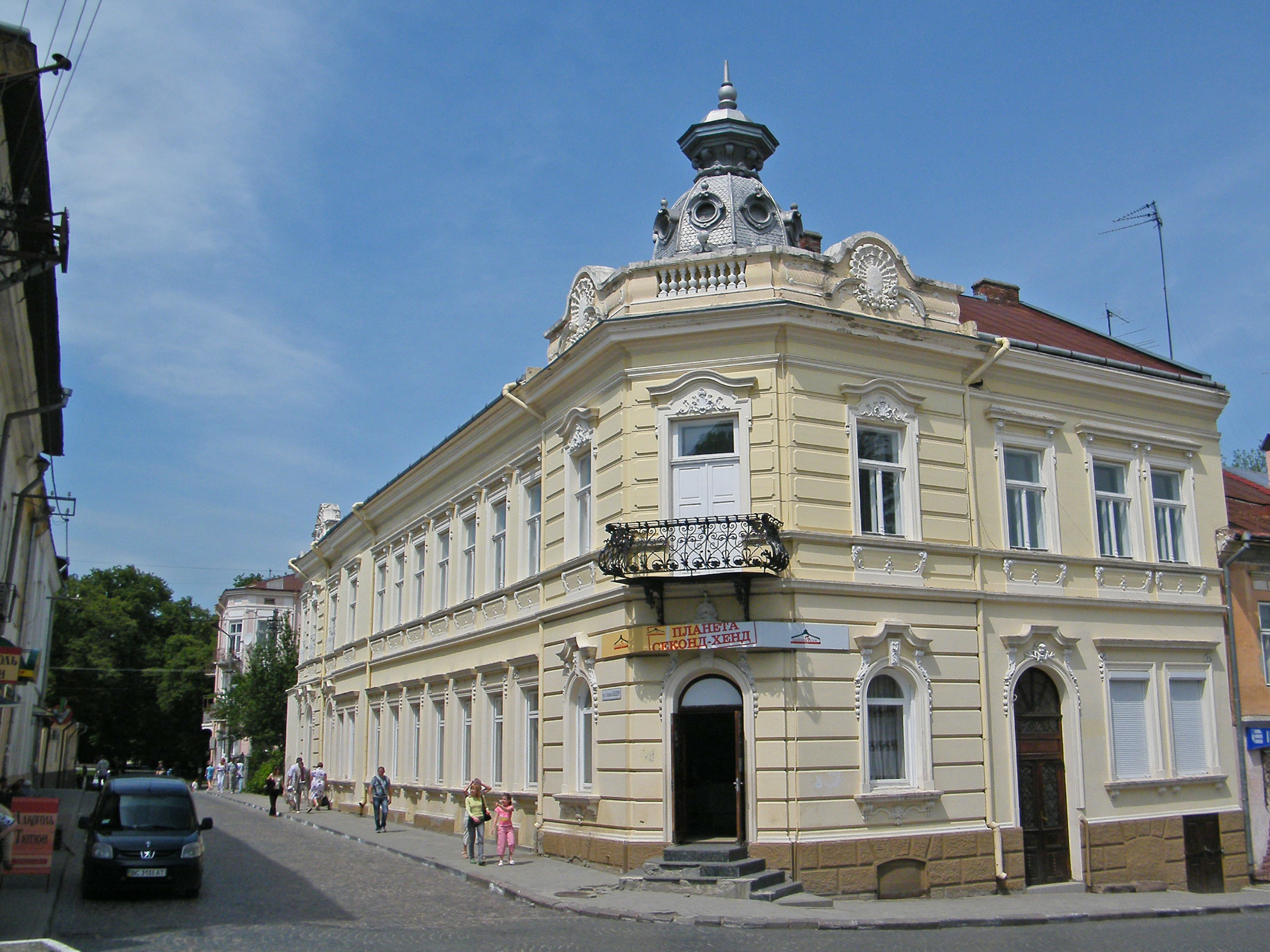
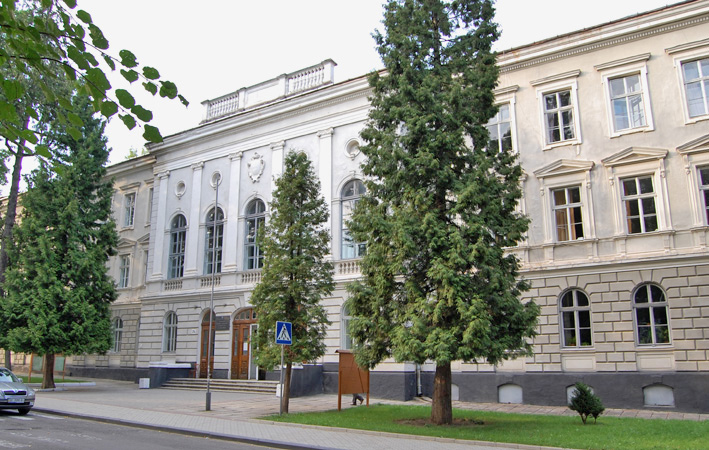
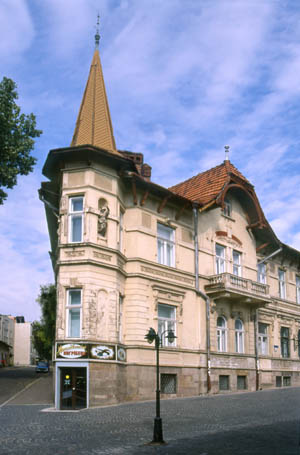
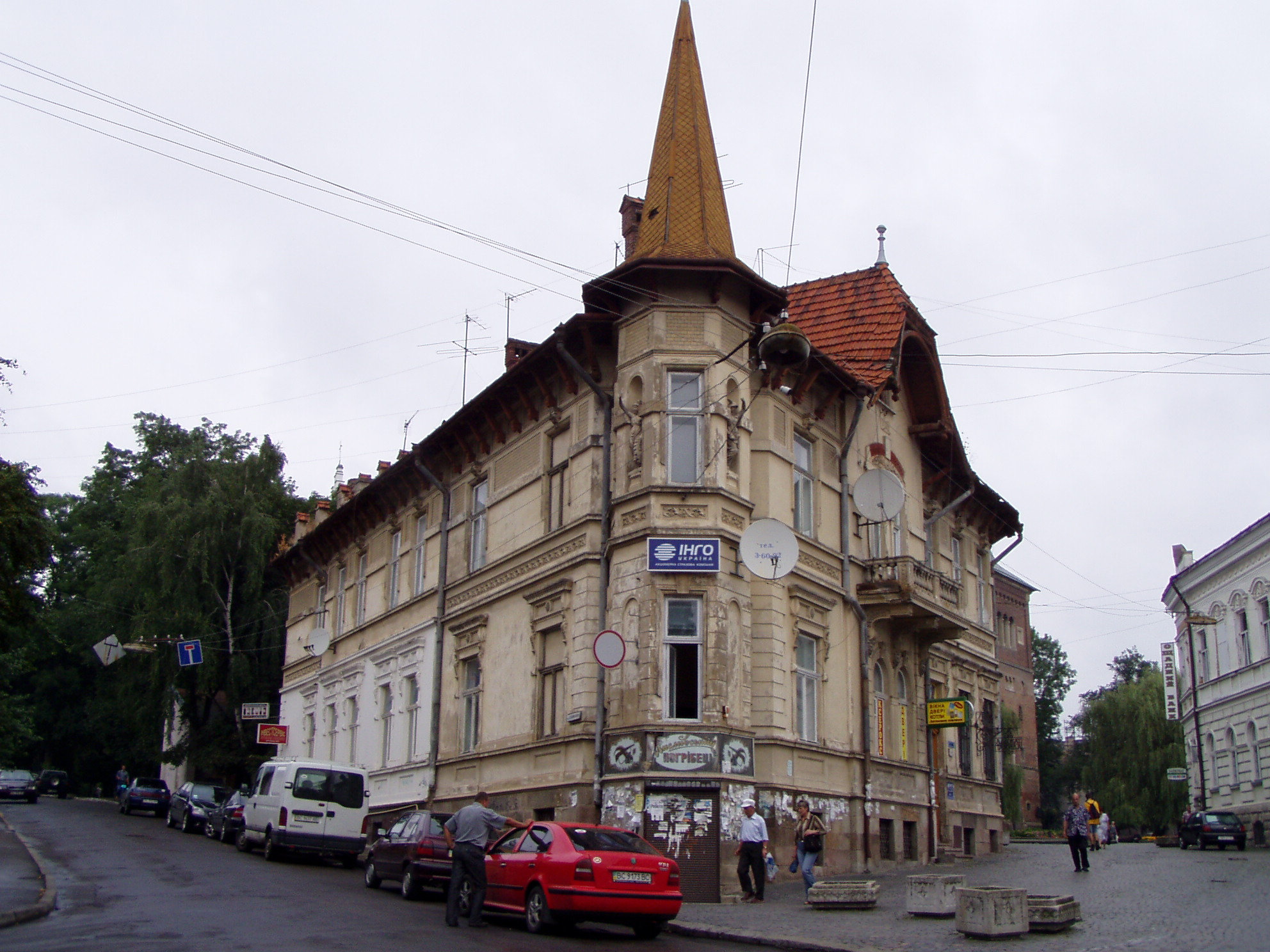
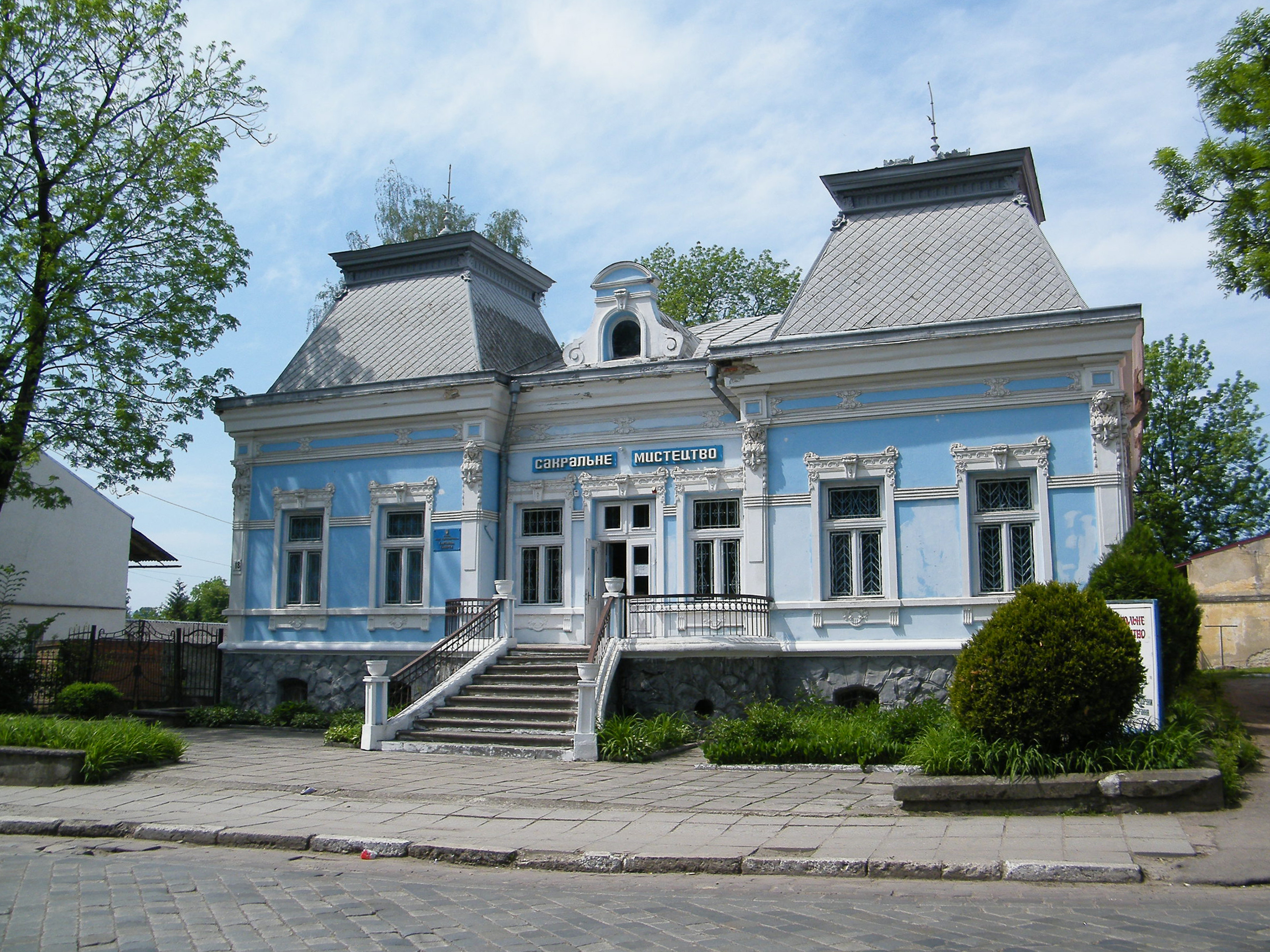
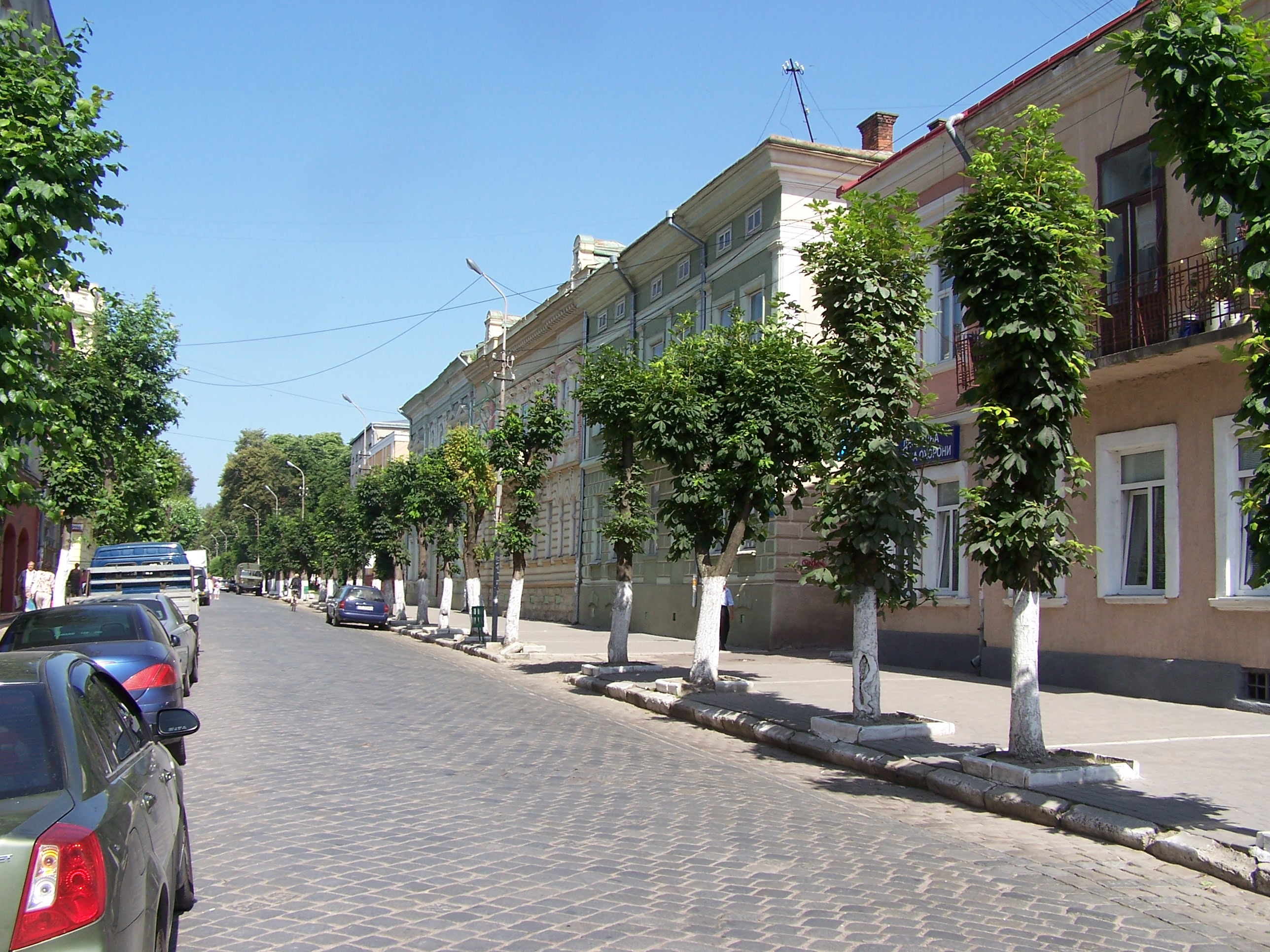
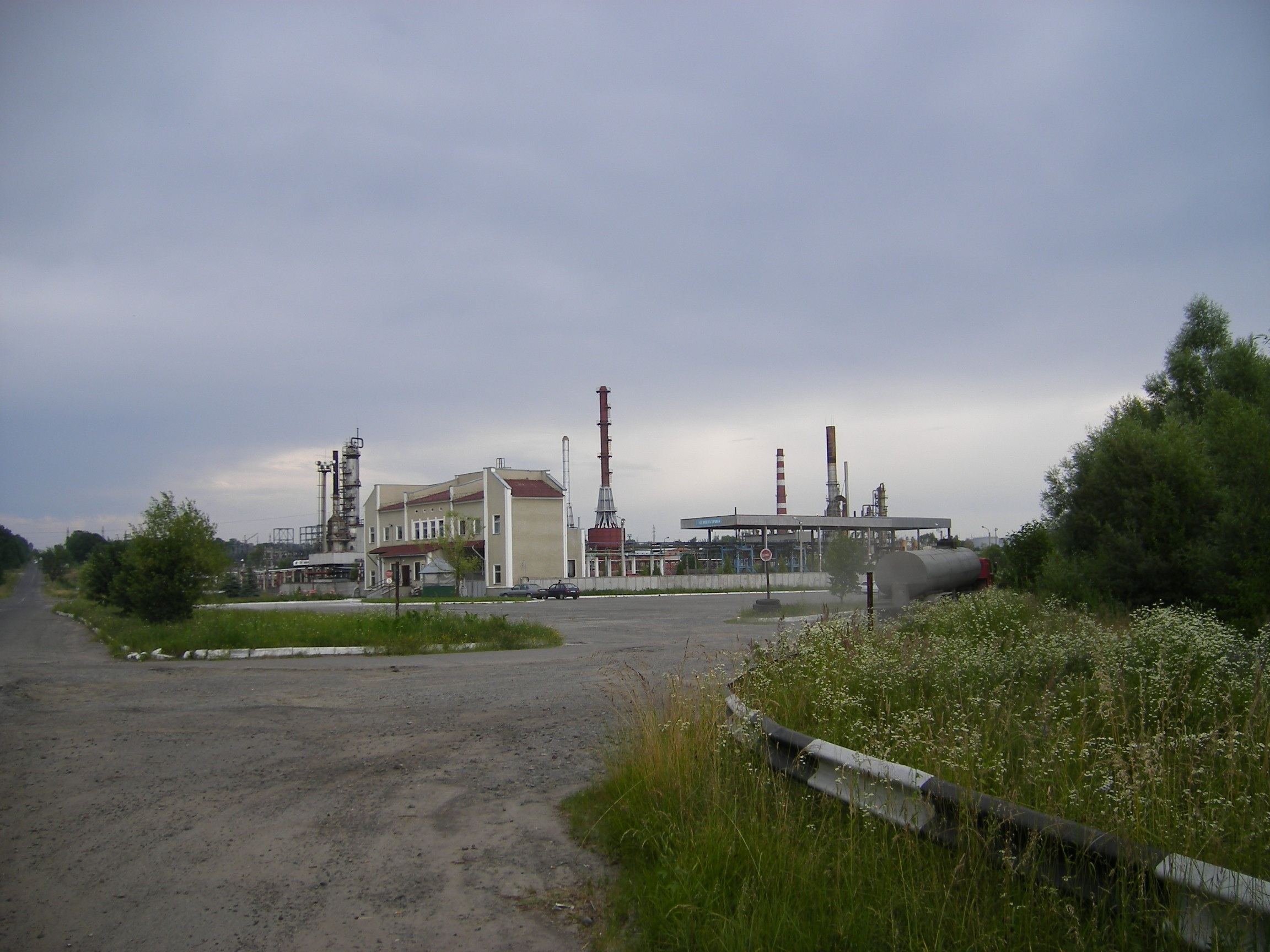
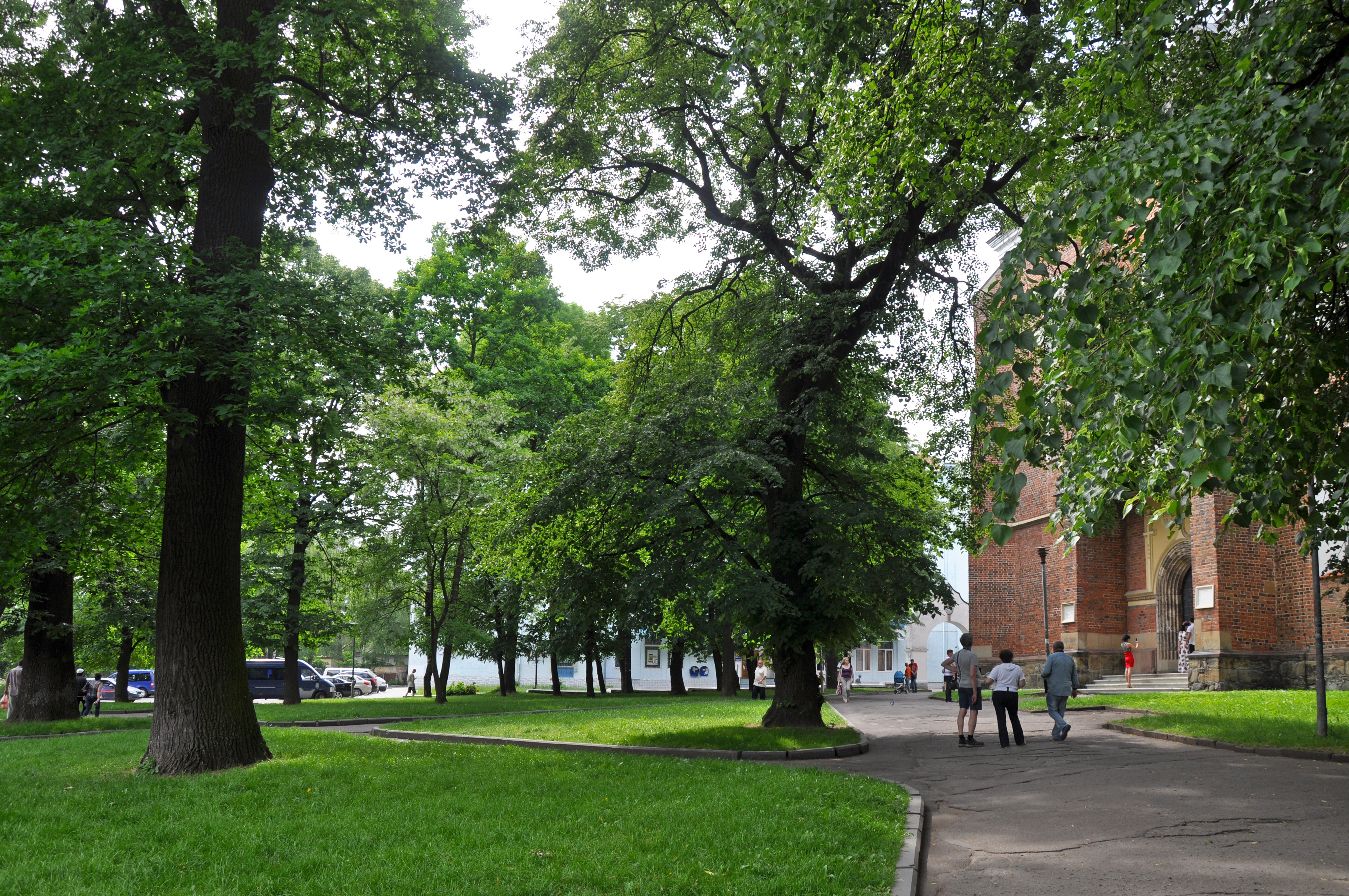
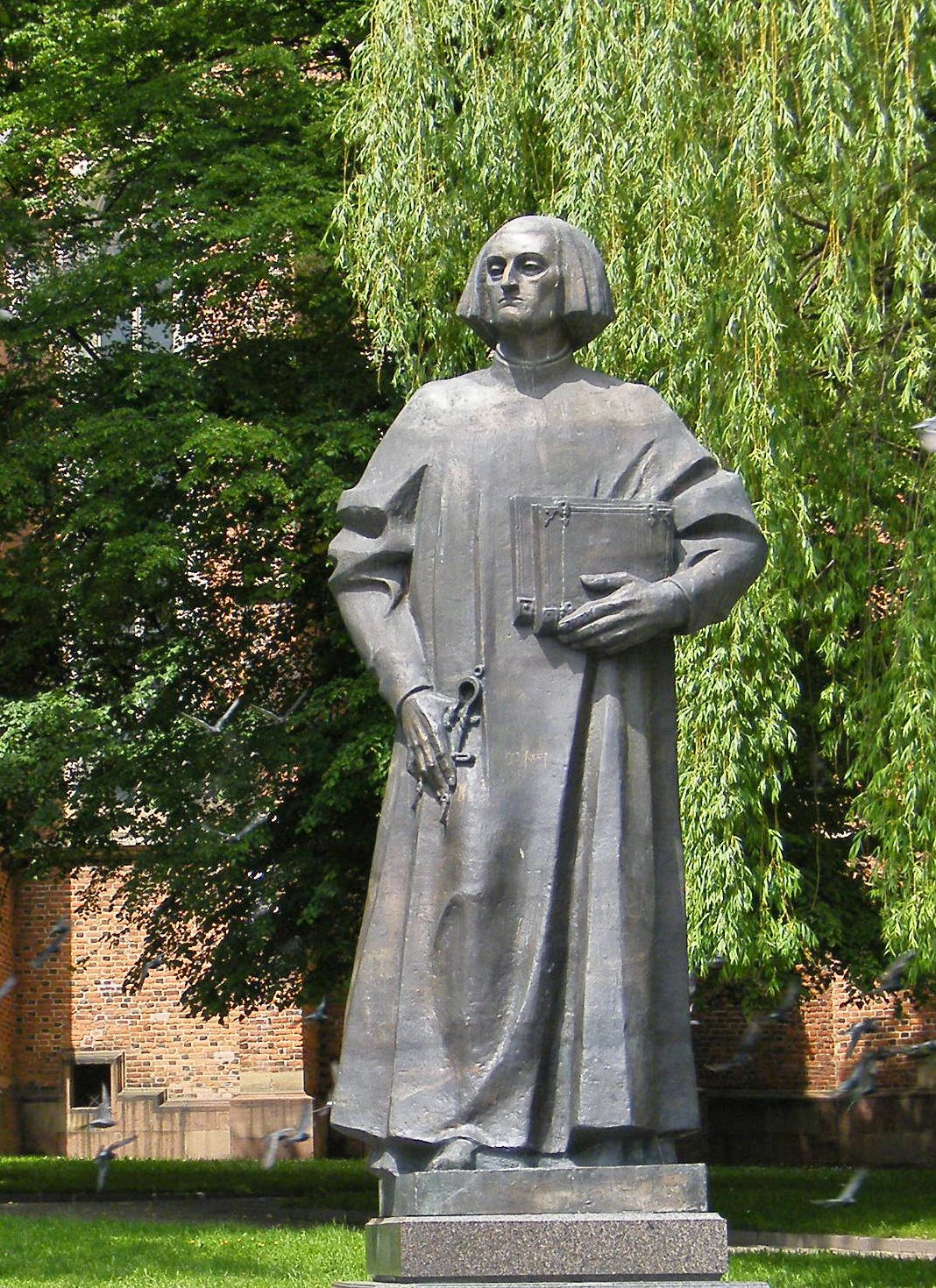
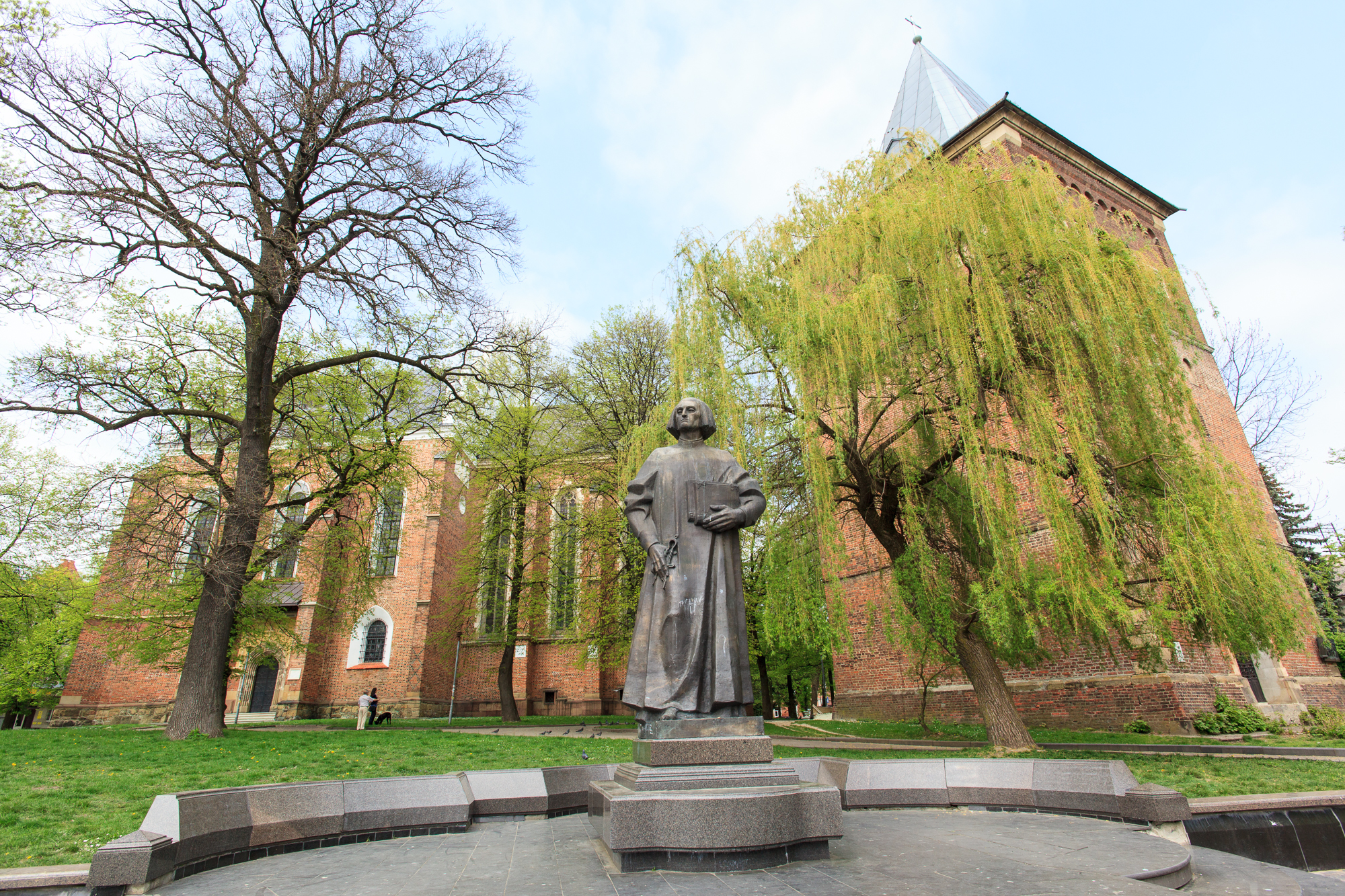
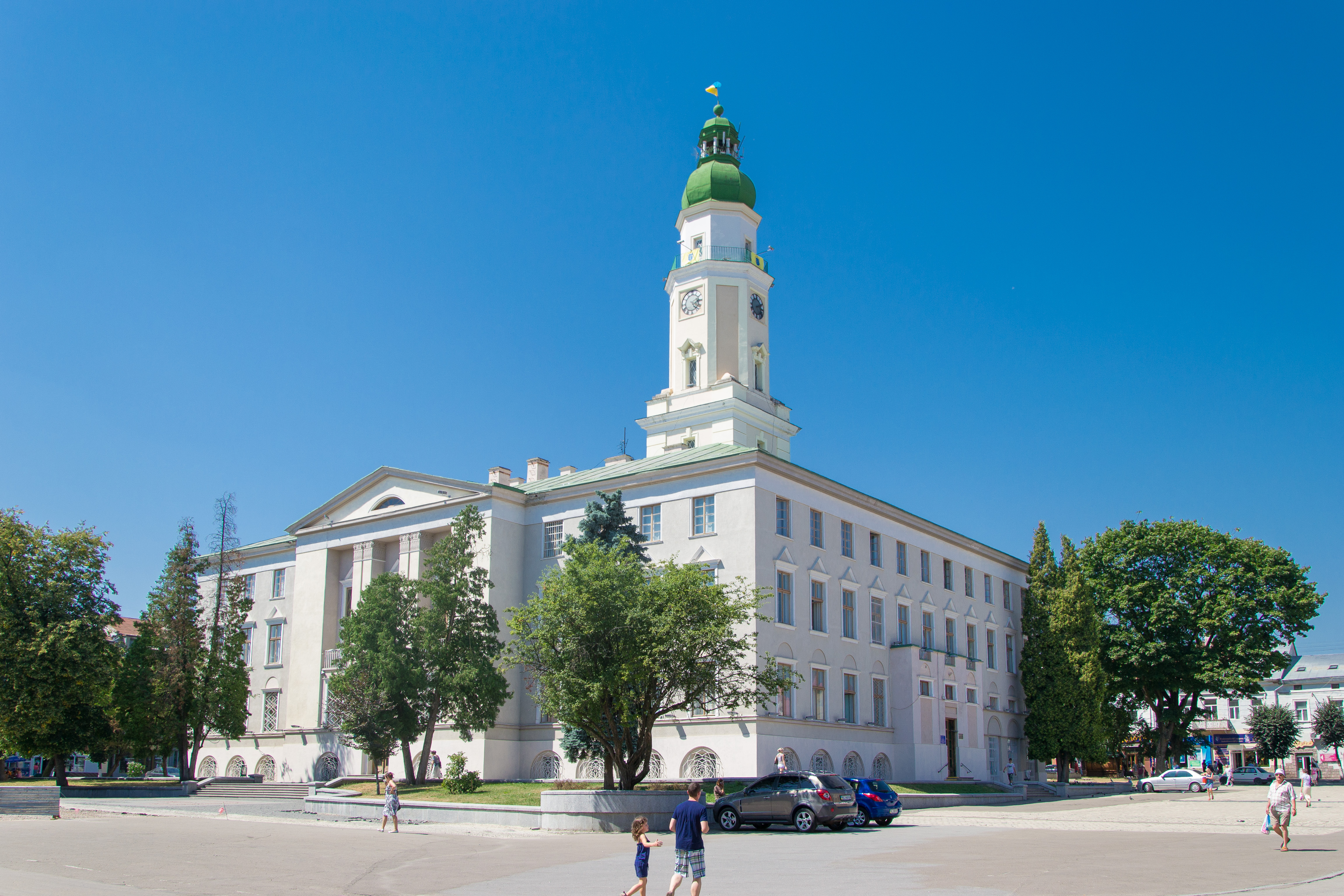